# Joseph Kittinger
Joseph William Kittinger II, más conocido como Joe Kittinger (Tampa, 27 de julio de 1928-Orlando, 9 de diciembre de 2022), fue un aviador y oficial de la Fuerza Aérea de los Estados Unidos, famoso por su participación en el Proyecto Manhigh y el Proyecto Excelsior, y también por ser el primer hombre en cruzar en solitario el océano Atlántico en un globo de gas.

## Juventud y carrera militar
Joseph Kittinger nació en Tampa (Florida), se formó en el Bolles School en Jacksonville y en la Universidad de Florida. Tras participar en carreras de lanchas motoras siendo adolescente y posteriormente completar su entrenamiento en aviación, se unió a la USAF en marzo de 1950. Fue asignado a la 86.ª Ala de Cazabombarderos con base en Ramstein en la Alemania Occidental.
En 1954 fue transferido a la base aérea de Holloman en Nuevo México y al Centro de Desarrollo de Misiles de la Fuerza Aérea (AFMDC). Joseph Kittinger voló en un avión de observación para seguir el trineo cohete del coronel John Stapp, que en 1955 alcanzó 1.017 km/h. En 1957, como parte del proyecto Manhigh, alcanzó una nueva marca de altitud en 29.500 m y recibió la Cruz de Vuelo Distinguido.

## Proyecto Excelsior

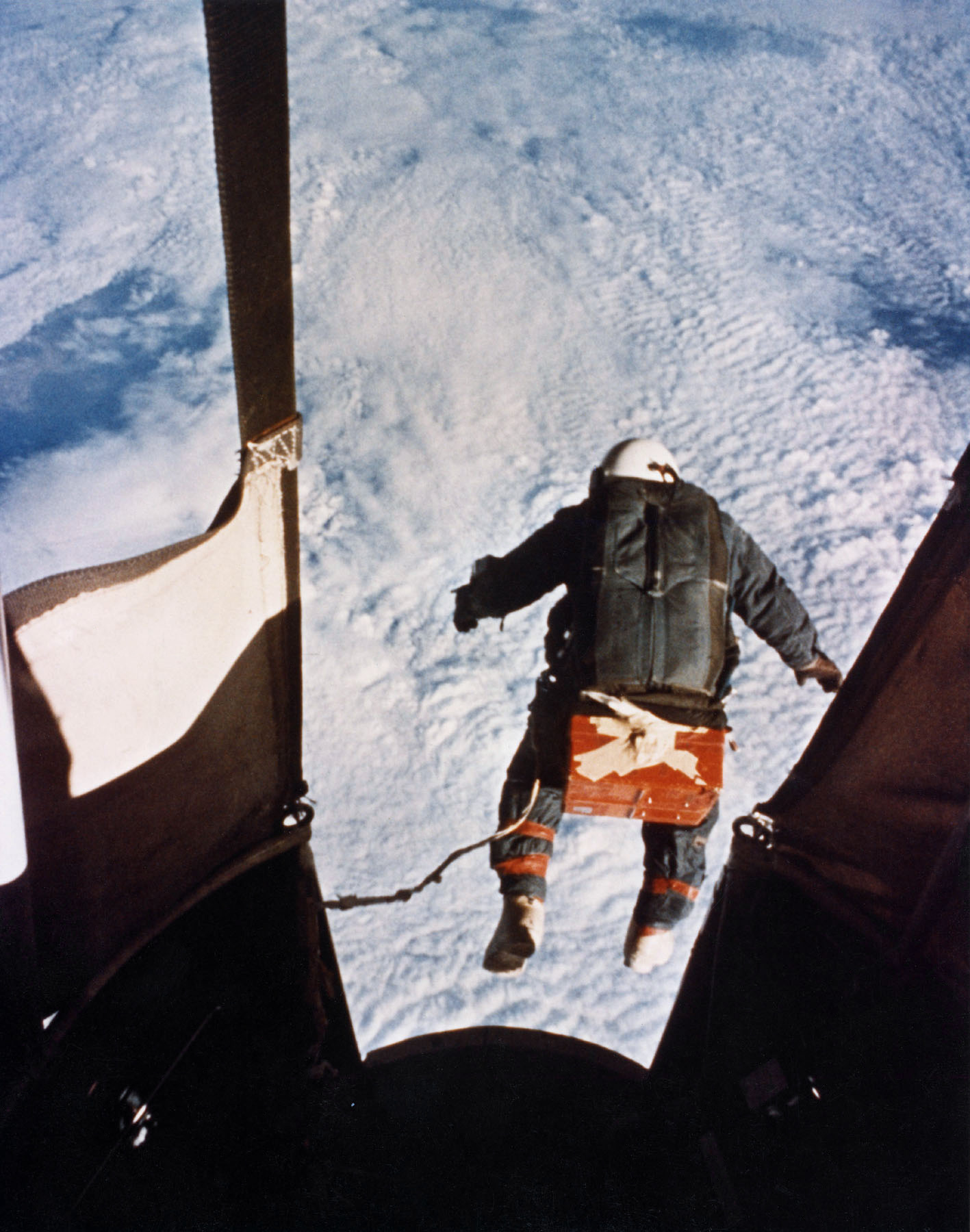
Salto de Kittinger desde la góndola del Excelsior III

Como capitán, Kittinger fue asignado a los Laboratorios de Investigación Médica Aeroespacial en la base aérea de Wright-Patterson en Dayton (Ohio). Para el Proyecto Excelsior, como parte de la investigación de saltos a grandes altitudes, realizó una serie de tres saltos en paracaídas, llevando un traje presurizado, desde un globo de helio con una góndola abierta.
El primer salto se realizó en noviembre de 1959 desde 23.287 m (76.400 pies). El salto casi acaba en tragedia debido a fallos en el equipo, lo que le causó la pérdida de la consciencia, pero el paracaídas automático lo salvó. Tres semanas más tarde saltó de nuevo desde 22.769 m (74.700 pies).
El 16 de agosto de 1960, Kittinger realizó su último salto desde el Excelsior III a 31.333 m (102.800 pies). Durante una caída libre de 4 minutos y 36 segundos alcanzó una velocidad máxima de 988 km/h antes de abrir su paracaídas a 5.500 m de altitud. La presurización de su guante derecho falló durante el ascenso, lo que le provocó una hinchazón. Kittinger consiguió y mantuvo los récords de mayor ascenso en globo, salto en paracaídas de mayor altitud, caída libre más larga y mayor velocidad de un hombre en la atmósfera hasta el 14 de octubre de 2012 cuando sus marcas, excepto la de caída más larga, fueron superadas por el paracaidista austríaco Felix Baumgartner que saltó desde los 39.068 metros de altura y alcanzó una velocidad de 1.342,8 km/h convirtiéndose en el primer hombre en romper la barrera del sonido sin ayuda mecánica. Récord que luego rompió el vicepresidente de Google, Alan Eustace, de 57 años, el 24 de octubre de 2014 alcanzando una altura de 41.150 metros y se lanzó en caída libre.
Por los saltos, Kittinger recibió una condecoración de Hoja de Roble a su Cruz de Vuelo Distinguido y el premio Harmon Trophy por parte del presidente Eisenhower.

## Carrera posterior
De regreso a la base Holloman, Kittinger formó parte del Proyecto Stargazer, los días 13 y 14 de diciembre de 1962. Kittinger y el astrónomo William C. White, subieron en un globo a 25 055 m (82 200 pies) y realizaron observaciones durante más de dieciocho horas.
Posteriormente, realizó tres periodos de servicio durante la Guerra de Vietnam, realizando un total de 483 misiones, las dos primeras veces como comandante de los aviones A-26 Invader. En la tercera vez, como voluntario entre 1971 y 1972, fue comandante de los F-4 Phantom del 555º Escuadrón Táctico de Cazas y luego se convirtió en el vicecomandante de la 432ª Ala de Reconocimiento Táctico. Kittinger fue derribado durante un encuentro con un MiG el 11 de mayo de 1972 y estuvo como prisionero de guerra durante once meses en la prisión Hỏa-Lò (más conocida como Hanoi Hilton).
En 1978 se retiró como coronel y comenzó a trabajar para Martin Marietta. Su interés en el vuelo en globo continuó, ganando la Copa Gordon Bennett en tres ocasiones (1982, 1984 y 1985) y completando el primer viaje en solitario sobre el Atlántico desde el 14 al 18 de septiembre de 1984. En 1961, Kittinger escribió un libro titulado The Long, Lonely Leap.
En 1997, Kittinger entró en el Salón de la Fama de la Aviación Nacional en Dayton. Kittinger vive en la zona de Orlando y es vicepresidente de operaciones de vuelo para Rosie O'Grady's Flying Circus.
15 años más tarde, Kittinger colaboró significativamente con Red Bull en su proyecto "Red Bull Stratos" donde tuvo el papel de coordinador de Operaciones de vuelo y Seguridad.
La muerte de Kittenger fue anunciada por la Asociación de Paracaidistas de los Estados Unidos el 9 de diciembre de 2022.

## En la cultura popular
- Parte del metraje del salto desde el Excelsior III aparece en el video musical de Boards of Canada, Dayvan Cowboy.